# Karin Floengård Jönsson
Karin Maria Elisabet Floengård Jönsson (* 23. März 1988) ist eine schwedische Stuntwoman und Schauspielerin.

## Leben
Bis 2007 besuchte Jönsson die Per Brahe Secondary School in ihrem Heimatort Jönköping. Anschließend besuchte sie ein Jahr lang die Volkshochschule Kävesta folkhögskola, bis 2011 das Trinity College of Music in London. 2016 machte sie ihren Abschluss an der Australian Stunt Academy. Seit 2015 arbeitet sie bei der Freelance Fight Performer.
Sie hatte eine Sprechrolle in dem Videospiel Battlefield V. In den Videospielen Star Wars Battlefront II, Overkill's The Walking Dead und Rage 2 wurden ihre Bewegungsabläufe per Motion Capture auf Spielecharaktere übertragen.
Seit 2014 macht sie Stunts für die Filmindustrie, häufig übernimmt sie zusätzlich auch eine Nebenrolle (Sanctuary, Viking Siege). 2015 hatte sie eine Besetzung in dem Spielfilm Arthur und Merlin. Von 2018 bis 2020 war sie in der Fernsehserie Vikings zu sehen.

## Filmografie (Auswahl)

### Stunts
- 2014: Super Brainy Zombies
- 2014: Sanctuary (Kurzfilm)
- 2016: Ren (Fernsehserie, 5 Episoden)
- 2017: Skint (Kurzfilm)
- 2017: Jordskott – Die Rache des Waldes (Jordskott, Fernsehserie, Episode 2x04)
- 2017: Viking Siege
- 2018: Advokaten (Fernsehserie)
- 2018: Genesis
- 2018: The Marine 6: Close Quarters
- 2018: Inga Lindström: Entscheidung für die Liebe
- 2018–2020: Vikings (Fernsehserie, 14 Episoden)
- 2019: Darkness – Schatten der Vergangenheit (Den som dræber – Fanget af mørket, Fernsehserie, Episode 1x03)
- 2019: Hellboy – Call of Darkness (Hellboy)
- 2019: Rebellion – Der Zorn des römischen Reichs (The Rebels)
- 2020: Inga Lindström: Feuer und Glas
- 2020: Fjols til Fjells
- 2020: Vengeance Man – Die Abrechnung (I Am Vengeance: Retaliation)
- 2020: The Rain (The Rain, Fernsehserie, 2 Episoden)
- 2020: Nelly Rapp – Monsteragent
- 2021: Maria Wern, Kripo Gotland (Maria Wern, Fernsehserie, 2 Episoden)
- 2021: 12:13 (Fernsehserie, Episode 2x22)
- 2021: Furia (Fernsehserie, Episode 1x01)
- 2022: Operation Schwarze Krabbe (Svart krabba)
- 2022–2024: Vikings: Valhalla (Fernsehserie, 16 Episoden)
- 2024: Mit zitternden Händen (I dina händer, Miniserie, Episode 1x04)
- 2024: Mord im Mittsommer (Morden i Sandhamn, Fernsehserie, 4 Episoden)
- 2024: The Union
- 2024: Jönssonligan kommer tillbaka
- 2025: Hot Milk
- 2025: Die Glaskuppel (Glaskupan, Miniserie, 6 Episoden)

### Schauspiel
- 2014: Sanctuary (Kurzfilm)
- 2015: Arthur und Merlin (Arthur and Merlin)
- 2017: Modus – Der Mörder in uns (Modus, Fernsehserie, Episode 2x03)
- 2017: Viking Siege
- 2018: The Lost Viking
- 2019: Danny Lou & Donna Starr
- 2018–2020: Vikings (Fernsehserie, 8 Episoden)
- 2022: Vikings: Valhalla (Fernsehserie, Episode 1x01)